# Estadio Regional Willie Davids
El Estadio Regional Willie Davids o simplemente Willie Davids es un estadio de fútbol ubicado en la ciudad de Maringá, estado de Paraná en Brasil, el recinto fue inaugurado el 12 de mayo de 1957 y posee una capacidad para 21 600 espectadores y en juega sus partidos el club Grêmio Maringá en el Campeonato Paranaense.
En 1973, se inició una ampliación y remodelación de las líneas arquitectónicas del estadio, las obras consumieron tres años y en 1976 ocurrió la reinauguración. El primer partido de la reapertura fue entre Grêmio Maringá y Coritiba Foot Ball Club, terminando 1-0 para el equipo local. Al duelo asistieron 32.600 aficionados un récord hasta el momento. Esta marca sólo fue superada en el campeonato paranaense de 1996.
En 1991 el estadio fue escenario sede del Campeonato Sudamericano Femenino de 1991.